# روح نامة
روح نامه (بالعربية: رسالة الروح) هو كتاب ألفه رئيس تركمانستان صابر مراد نيازوف ويُدَرَّس هذا الكتاب في كافة المراحل الدراسية في تركمانستان وارتقى إلى درجة الكتب المقدسة عند التركمان وهو على غرار الكتاب الأخضر في ليبيا. معنى كلمة روح نامة هو (رسالة الروح) حيث أن كلمة نامه في اللغات الهندو-فارسية تعني رسالة.
وقال صابر مراد نيازوف أن «كل من يقرأ هذا الكتاب ثلاث مرات سيكتشف ثروة روحية وسيزداد ذكاء وفطنة وسيكون مصيره الجنة».